# Денисенко Віктор Олександрович
Віктор Олександрович Денисенко (біл. Віктар Аляксандравіч Дзенісенка, нар. 3 січня 1961, с. Красновка, Наровлянский район, Гомельська область) — білоруський дипломат.

## Біографія
У 1987 році закінчив Білоруський державний інститут фізичної культури і спорту за фахом «тренер-викладач», в 1991 році — Інститут політології і соціального управління за спеціальністю «політологія», у 2003 році — Білоруський державний університет за спеціальністю «правознавство».
Трудову діяльність розпочав у 1978 році, служив у Радянській Армії. Працював на виробництві, комсомольській роботі на посаді завідувача відділу комсомольських організацій і першим секретарем Наровлянского РК ЛКСМБ, другим, першим секретарем Гомельського ОК ЛКСМБ (СМБ).
У 1997—1999 рр. — начальник відділу по роботі з державними органами і громадськими організаціями Державного комітету у справах молоді Республіки Білорусь.
У 1999—2001 роках — Перший секретар відділу міжнародних правових питань двостороннього співробітництва договірно-правового управління МЗС Республіки Білорусь.
У 2001—2006 роках — Перший секретар, радник Посольства Республіки Білорусь в Україні.
У 2006—2010 роках — Радник, заступник начальника управління регіонів Росії МЗС Республіки Білорусь.
У 2010—2017 роках — Надзвичайний і Повноважний Посол Республіки Білорусь в Киргизькій Республіці.
З 2021 року — Надзвичайний і Повноважний Посол Республіки Білорусь в Таджикистані.
Володіє німецькою та українською мовами.
Одружений, має доньку та сина.